# برديات سحرية يونانية
البرديات السحرية اليونانية (أو كما يتم اختصارها في العادة بـ PMG، من الاسم اللاتيني Papyri Graecae Magicae. والكلمة Papyri جمع لـ Papyrus). هو مصطلح مجمع لمجموعة من النصوص، المكتوب أغلبها باللغة اليونانية القديمة (وأيضا باللغات القبطية، والديموطيقية المصرية). تم إيجادها في صحراء مصر، وبطريقة ما تسلط الضوء علي التوفيق بين المعتقدات السحرية-الدينية لمصر اليونانية الرومانية والمناطق المحيطة.

## البرديات
يرجع تاريخ معظم البرديات في ذروتها إلى ما بين القرن الأول ق.م والقرن الرابع، وحتي الوصول للقرن السابع عشر متمثلآ في بعض المواد القليلة ذات قيمة ضئيلة. تم تجميع ما شكل هذه البرديات أولآ في أوائل القرن العشرين عن طريق الراهب الألماني كارل بريزيندانس، الذي قام بنشرها في مجلدين عامي 1923 و1931. وتم تدمير مجلد ثالث (يحتوي على نصوص وتعديلات جديدة) خلال تفجير لايبزيغ خلال الحرب العالمية الثانية.
ضمنت بعض النصوص الجديدة في مراجعة المجلد الثاني عام 1974 (والذي نشر بعد موت بريزيندانس). أما عن التعديلات فقام بها بعض الرهبان في نسخ قليلة خلال محاولات التجميع. عفا الزمن على تلك التعديلات في الوقت الحالي، حيث يمكن إيجاد الـ PMG في قاعدة بيانات Thesaurus Linguae Graecae، وحيث أنها نشرت في العديد من الفهارس والقواميس.

## السحر في مصر اليونانية
يعتبر العديد من تلك القطع من ورق البردي عبارة عن مقتطفات متجزأة مما يمكننا أن ندعوه كتب سحر، ودائع معرفة غامضة، وأسرار صوفية. أقصي ما يمكننا معرفته هو أن تلك الكتب مصنفه إلى فئتين كبيرتين: الأولي هي مجموعة من تعويذات وكتابات سحرية مجمعة من قبل علماء مختصين في التجميع، إما من أجل اهتمامات أكاديمية أو من خلال صف دراسي عن السحر. الأخري محتمل أنها كانت بعض أعمال السحرة الرحالة، والتي تحتوي علي ذخيرتهم من التعويذات والصيغ لجميع المناسبات. في الغالب كانو سحراء أقل شأنا مهتمون بالمشاهد من أجل المتعة. وذلك على خلاف السحرة المصريين التقليديين، الذين كانوا أعلى شأنا وقدموا الاحترام لطبقة الرهبان. تحتوي الصفحات علي تعويذات ووصفات وصيغ، وصلوات تتخللها بعض الكلمات السحرية المكتوبة باختصار، مع بعض الاختصارات للصيغ الشائعة. تمتد تلك الأسحار من كونها دعوات صوفية مثيرة للإعجاب لآلهة الظلام والشياطين، إلى علاجات شعبية وخدع بصرية. ومن لعنات فتاكة غير عادية، إلى طلاسم حب، وعلاج للضعف الجنسي وبعض الأمراض الطبية القليلة.
تتشابه تركيبات الكلمات والجمل، في بعض الحالات، بشكل يثير الدهشة مع تلك الموجودة في الألواح لعنة أو التعاويذ المتصلة، أو كتلك التي توجد مدونة على شقفة مرسومة وتميمة وقوالب من الرصاص. ونظرا إلى أن بعض تلك الألواح يرجع تاريخها إلى وقت قريب من القرن الرابع ق.م، وتم إيجادها في أماكن بعيدة عن بعضها كأثينا، آسيا الصغري، روما، وصقلية، كما وجدت في مصر أيضا. فهذا يقدم درجة من الاستمرارية ويفترض أن بعض الملاحظات الموجودة في البرديات السحرية اليونانية لن تصبح غير قابلة تماما للتطبيق في الأبحاث التي تخص العالم إلى وناني اللاتيني الواسع.

## الدين في مصر اليونانية
كتبت البرديات السحرية اليونانية علي أساس ديانة يظهر فيها توافق المعتقدات بشكل متقن وذلك بتأثير ديني يوناني، ومصري، ويهودي، وبابلي، ومسيحي، الذي ولدته بيئة مصر اليونانية-الرومانية الفريدة، وهذا التوافق بين المعتقدات الدينية يظهر في البرديات بعدة طرق. عادة ما يمنح الرياضيين الأوليمبيين سماتهم من قبل نظرائهم المصريين، وبالتناوب يمكننا ملاحظة ذلك من خلال بعض الآلهة المصرية التي يشار إليها بأسمائها اليونانية. على سبيل المثال: الإلهة أفروديت (المرتبطة بالإلهة المصرية حتحور) تم إعطائها اسم Neferieris (نيفيرييريس) (وأصله في اللغة المصرية القديمة نفريرت Nfr-iry.t، ومعناه «ذات العيون الجميلة»).
بداخل ذلك النشاز من التأثيرات الثقافية ما زال يمكننا رؤية بعض المواد من اليونان التقليدية، وربما يمكننا تمييز بعض المظاهر التي يسهل الوصول اليها من «الديانة الشعبية» عن تلك المحفوظة في النصوص الأدبية الأساسية. فأحيانا نري الآلهة اليونانية بمنظور جديد، فتظهر أحيانا كآلهة شيطانية، ولا أخلاقية، ومن العالم السفلي أكثر منها أوليمبية، تنحدر من تراث مظلم، وغير لائق، غير معتادين عليه. وبدون شك، جزء من هذا يأتي من تأثير الديانة المصرية، التي نجد ضمن عناصرها المعتادة عبادة الحيوان، ورهبة كل ما هو ألوهي، وعلي حد سواء نجد أن سياق النصوص الدينية يجعل من تلك الآلهة المشؤمة شيئا ملآئما واعتياديا.